# La Cinquième Empreinte
Pour plus de détails, voir Fiche technique et Distribution.
La Cinquième Empreinte est un film français réalisé par Karl Anton et sorti en 1934.

## Fiche technique
- Titre : La Cinquième Empreinte
- Autre titre : Lilas blanc
- Réalisation : Karl Anton
- Scénario : Jacques Bousquet, Léopold Marchand et Paul Schiller, d'après la pièce Lilas blanc de Ladislas Fodor
- Photographie : Theodore J. Pahle
- Cadreur : René Colas
- Musique : Marcel Lattès - Chansons interprétées par Tino Rossi
- Décors : Henri Ménessier et René Renoux
- Producteur délégué : Fred Bacos
- Société de production : Films Fred Bacos, Fox Film Corporation
- Société de distribution : Pathé Consortium Cinéma (France), France Europe Film (Pays-Bas), Films de Koster
- Pays de production :  France
- Format : Noir et blanc — 35 mm — 1,37:1 — Son : Mono
- Métrage : 2 552 mètres
- Genre : Film policier
- Durée : 85 minutes (1 h 25)
- Date de sortie :
  - France : 13 juillet 1934

## Distribution
- Alice Field : Florence Forestier
- Jean-Max : Maître Forestier
- Paulette Dubost : Lucie Cavelier
- Mino Burney : Suzanne
- Pierre Larquey : Richard
- Abel Jacquin : Jean Barnet
- Rolla Norman : Jacques de Nissones
- Abel Tarride : l'inspecteur Candély
- Jean Toulout : le professeur Anthony
- Paul Amiot : l'inspecteur Robert
- Jeanne Fusier-Gir : la fleuriste
- Émile Genevois : le commis pâtissier
- Madeleine Guitty : Mme Clapet, la concierge
- Oléo : Tessy
- Maurice Rémy : Maurice, le garagiste
- Robert Goupil : le mécanicien
- Christiane Dor
- Philippe Richard

## Critiques
- L'Intransigeant : « C'est un bon film policier, bien tissé, habilement réalisé par M. Charles Anton, qui connaît parfaitement son métier, et bien joué par une troupe homogène d'acteurs de talent. Décors, photos, mise en scène, montage, scénario, tout est au point et forme un ensemble qui tourne rond : un film de métier. On souhaiterait pourtant que chaque personnage fût un caractère alors que seul le rôle joué par Larquey paraît travaillé par l'auteur. Les autres héros de l'aventure n'agissent qu'en fonction des faits et n'affirment aucune personnalité devant les événements. »